# Championnats de France de patinage artistique 2021
Navigation
Championnats de France 2020 Championnats de France 2022
Les championnats de France de patinage artistique 2021 ont lieu du 4 au 6 février 2021 à Vaujany. C'est la troisième fois que la ville iséroise reçoit les championnats nationaux après les éditions de 2014 et 2019.
Les championnats accueillent 4 épreuves: simple messieurs, simple dames, couple et danse sur glace. 
Les championnats devaient avoir lieu initialement du 17 au 19 décembre 2020, mais ont été reportés en raison de la  pandémie de Covid-19
La compétition se tient à huis clos et dans le strict respect du protocole sanitaire.

## Faits marquants
- Les sextuples champions de France de danse sur glace Gabriella Papadakis et Guillaume Cizeron, qui s'entraînent au Canada, sont forfaits.

- La sextuple championne de France Maé-Bérénice Méité est forfait.

- Le patineur monégasque Davide Lewton-Brain est invité pour la troisième fois à participer à la compétition masculine, après les éditions 2018 et 2019.

- Pour la première fois depuis les championnats de 1966, il n'y a pas de médaille de bronze décernée en danse sur glace.

## Podiums
| Épreuves                            | Or                                 | Argent                                | Bronze         |
| Messieurs résultats détaillés       | Kevin Aymoz                        | Adam Siao Him Fa                      | Romain Ponsart |
| Dames résultats détaillés           | Léa Serna                          | Maïa Mazzara                          | Lola Ghozali   |
| Couples résultats détaillés         | Cléo Hamon / Denys Strekalin       | Coline Keriven / Noël-Antoine Pierre  | -              |
| Danse sur glace résultats détaillés | Adelina Galyavieva / Louis Thauron | Evgeniia Lopareva / Geoffrey Brissaud | -              |

## Résultats

### Messieurs
| Rang    | Nom                 | Points | Programme court | Programme court | Programme libre | Programme libre |
| ------- | ------------------- | ------ | --------------- | --------------- | --------------- | --------------- |
| 1       | Kevin Aymoz         | 284.50 | 1               | 96.01           | 1               | 188.49          |
| 2       | Adam Siao Him Fa    | 244.15 | 2               | 78.50           | 2               | 165.65          |
| 3       | Romain Ponsart      | 209.07 | 3               | 76.91           | 3               | 132.16          |
|         | Davide Lewton-Brain | 177.64 | 4               | 64.15           | 4               | 113.49          |
| 4       | François Pitot      | 142.29 | 5               | 60.22           | 5               | 82.07           |
| Forfait | Luc Economides      |        |                 |                 |                 |                 |
| Forfait | Landry Le May       |        |                 |                 |                 |                 |
| Forfait | Adrien Tesson       |        |                 |                 |                 |                 |

### Dames
| Rang    | Nom                | Points | Programme court | Programme court | Programme libre | Programme libre |
| ------- | ------------------ | ------ | --------------- | --------------- | --------------- | --------------- |
| 1       | Léa Serna          | 170.06 | 1               | 63.54           | 1               | 106.52          |
| 2       | Maïa Mazzara       | 163.77 | 2               | 60.96           | 2               | 102.81          |
| 3       | Lola Ghozali       | 156.42 | 4               | 54.39           | 3               | 102.03          |
| 4       | Lorine Schild      | 150.93 | 3               | 57.11           | 4               | 93.82           |
| 5       | Sophie Sprung      | 128.44 | 6               | 45.44           | 5               | 83.00           |
| 6       | Eve Dubecq         | 125.84 | 5               | 51.07           | 6               | 74.77           |
| Forfait | Maé-Bérénice Méité |        |                 |                 |                 |                 |

### Couples
| Rang    | Nom                                  | Points | Programme court | Programme court | Programme libre | Programme libre |
| ------- | ------------------------------------ | ------ | --------------- | --------------- | --------------- | --------------- |
| 1       | Cléo Hamon / Denys Strekalin         | 172.55 | 1               | 60.35           | 1               | 112.20          |
| 2       | Coline Keriven / Noël-Antoine Pierre | 149.72 | 2               | 55.92           | 2               | 93.80           |
| Forfait | Camille Mendoza / Pavel Kovalev      |        |                 |                 |                 |                 |

### Danse sur glace
| Rang    | Nom                                     | Points | Danse rythmique | Danse rythmique | Danse libre | Danse libre |
| ------- | --------------------------------------- | ------ | --------------- | --------------- | ----------- | ----------- |
| 1       | Adelina Galyavieva / Louis Thauron      | 194.28 | 1               | 77.90           | 1           | 116.38      |
| 2       | Evgeniia Lopareva / Geoffrey Brissaud   | 189.54 | 2               | 75.42           | 2           | 114.12      |
| Forfait | Gabriella Papadakis / Guillaume Cizeron |        |                 |                 |             |             |
| Forfait | Marie-Jade Lauriault / Romain Le Gac    |        |                 |                 |             |             |

## Source
Résultats des championnats de France 2021 sur le site csndg.org